# Patagioenas plumbea
La paloma plomiza (Patagioenas plumbea) es una especie de ave columbiforme de la familia Columbidae que vive en Sudamérica y Panamá. 

## Distribución y hábitat
Se encuentra en Bolivia, Brasil, Colombia, Ecuador, la Guayana francesa, Guyana, Panamá, Paraguay, Perú, Surinam y Venezuela.
Sus hábitats naturales son las selvas húmedas tropicales.